# Nikolaus Zaya
Nikolaus I. Zaya (* Khosrova, Iran; † 15. Februar 1863 ebenda) war Patriarch der chaldäisch-katholischen Kirche.

## Leben
Nach mehrjährigem Studium in Rom in die Heimat zurückgekehrt, wurde Zaya (Jesaia) 1836 durch Johannes Hormizd, seit 1830 katholischer „Patriarch von Babylon der Chaldäer“ mit Sitz in Mosul, zum Koadjutor mit dem Recht der Nachfolge des greisen Erzbischofs Melchisedek Mar Išo'yahb  († 23. August 1859) von Salamas in Khosrova (nördlich von Urmia im Iran) geweiht. Mit Schreiben vom 29. September 1838 ernannte ihn die römische Propaganda-Kongregation zum Koadjutor mit dem Recht der Nachfolge des Patriarchen Yohannan VIII. Hormizd, der freilich zu diesem Zeitpunkt bereits verstorben war († 13. August 1838 in Bagdad). Zweck dieser Ernennung, ohne vorherige Wahl, war die endgültige Abkehr vom hereditären Prinzip der Besetzung des ostsyrischen Patriarchenstuhles, von dem sich selbst der katholisch gewordene Hormizd nicht völlig gelöst hatte. Sein Nachfolger nahm den Namen Nikolaus I. an, wurde 1839 ordiniert und am 27. April 1840 durch Rom bestätigt. Im selben Jahr erlangte er den Firman des Sultans als gesondertes Oberhaupt der katholischen Chaldäer im Osmanischen Reich. Er residierte zunächst in Khosrova, danach in Mosul, das bis 1947 Sitz des chaldäischen Patriarchats blieb.

## Rivalitäten und Rücktritt
Mit Johannes Hormizd und Nikolaus I. konkurrierte nicht allein der Katholikos-Patriarch Mar Shimun XIX. von Qudschanis (1820–1860; von 1843 bis 1847 wohnhaft im britischen Konsulat zu Mosul), sondern auch das chaldäisch-katholische Patriarchat in Diyarbakir (Amida) in Gestalt des Augustinus Hindi († 1828), der sich Patriarch Joseph V. nannte, und des Joseph Audo (1790–1878), ab 1822 Hindis Bischof in Mosul (ab 1830 nominell von Amadiya), der schließlich Nikolaus’ Nachfolger werden sollte. Auf Schwierigkeiten in eigenen Reihen traf Nikolaus I. ferner mit der Einführung des gregorianischen Kalenders 1843 und den fortdauernden Ansprüchen der Familie Beth d’Abuna der früheren Erbpatriarchen von Alqosh. Bei den europäischen Orient-Missionaren anderseits fand seine traditionsgestützte und selbstbewusste Amtsführung alles andere als Beifall. 1845 kamen Vorwürfe wegen angeblicher Vergeudung des Kirchenvermögens hinzu. Zur Untersuchung wurde Nikolaus I. nach Rom vorgeladen, verweigerte sich jedoch und legte Anfang 1846 das Patriarchenamt nieder. Nachfolger als „Patriarch von Babylon der Chaldäer“ wurde 1847 sein alter Rivale Joseph VI. Audo.

## Letzte Lebensjahre und Tod
Nikolaus Zaya zog sich nach Khosrova zurück und suchte dort seine älteren Nachfolgerechte auf den Bischofsstuhl von Salamas gegen den amtierenden Koadjutor und ab 1848 Nachfolger des Melchisedek Mar Išo'yahb, Giwargis Augustinus Barshina (* 1814; † 23. Juni 1890), durchzusetzen. Auch verlangte er weiterhin Respekt vor seiner Patriarchenwürde. Ihm widersetzten sich die chaldäisch-katholische Hierarchie sowie die am Ort aktiven französischen  Lazaristen-Missionare (Vinzentiner), deren Einmischung in ostkirchliche Angelegenheiten er sich verbat. Nikolaus suchte und fand anderseits Unterstützung auf nichtkatholischer Seite, so dass von einem durch ihn drohenden Schisma die Rede war. In seinem letzten Lebensjahr söhnte er sich mit seiner Mutterkirche aus. Er starb am 15. Februar 1863. Die Grabinschrift in Khosrova nennt ihn „Patriarch der Chaldäer“.